# Юнгбю
Юнгбю (швед. Ljungby) — містечко (tätort, міське поселення) у південній Швеції в лені Крунуберг. Адміністративний центр комуни Юнгбю.

## Географія
Містечко знаходиться у північно-західній частині лена Крунуберг за 432 км на південний захід від Стокгольма.

## Історія
У ХІІ столітті в поселенні була побудована перша кам'яна церква з утворенням парафії Юнгбю. Тут довший час було перехрестя, де сходилися два важливі торгові шляхи з півночі на південь і зі сходу на захід.
У 1829 році Юнгбю отримало статус чепінга. У 1936 році отримало статус міста.

## Герб міста
Герб було розроблено для міста Юнгбю. Отримав королівське затвердження 1937 року.
Сюжет герба: у зеленому полі золота хвиляста балка, над нею — три золоті молотки, під нею — такий же кадуцей у стовп.
Хвиляста балка означає річку Лаган. Молотки символізують індустрію та розвинуті місцеві ремесла. Кадуцей уособлює торгівлю і добробут.
Після адміністративно-територіальної реформи, проведеної в Швеції на початку 1970-х років, муніципальні герби стали використовуватися лишень комунами. Цей герб був 1971 року перебраний для нової комуни Юнгбю.

## Населення
Населення становить 16 152 мешканців (2018).

## Спорт
У поселенні базуються футбольний клуб Юнгбю ІФ, хокейний ІФ Троя/Юнгбю, волейбольний Юнгбю ВБК..

## Галерея

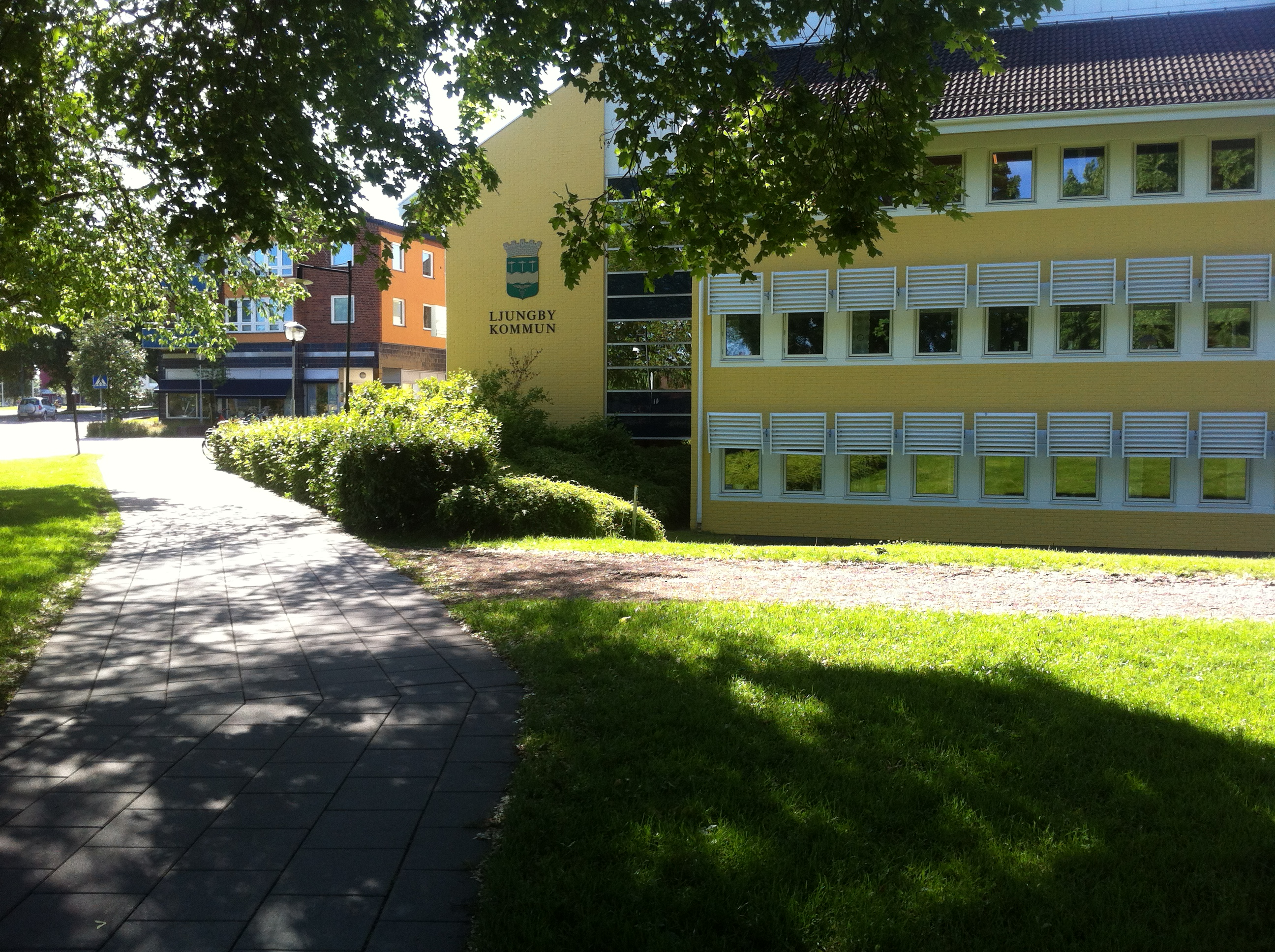
Управа комуни
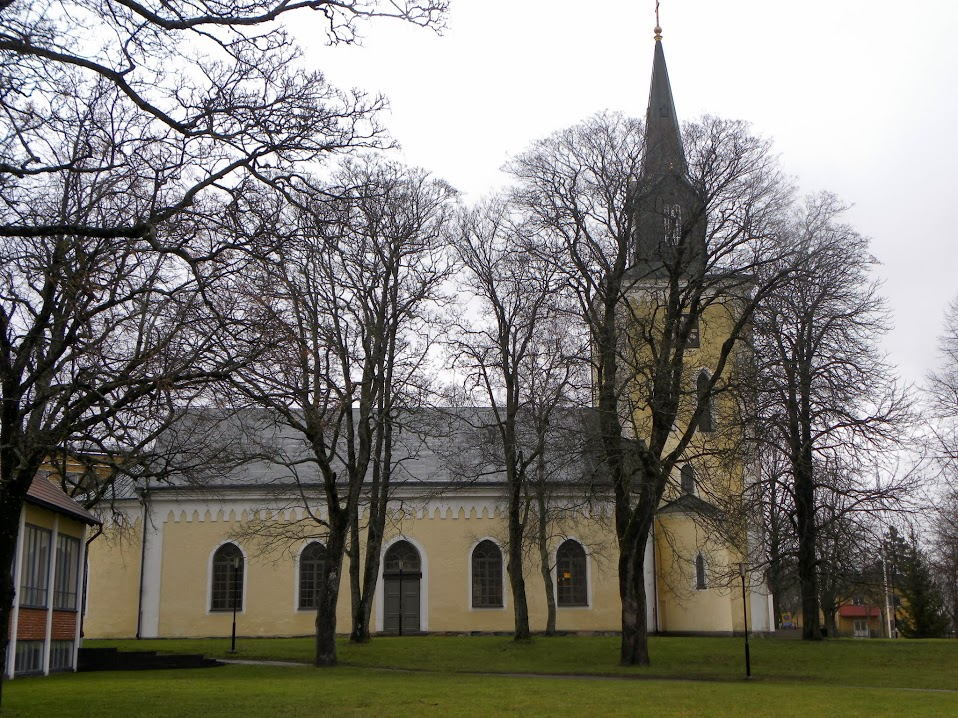
Церква
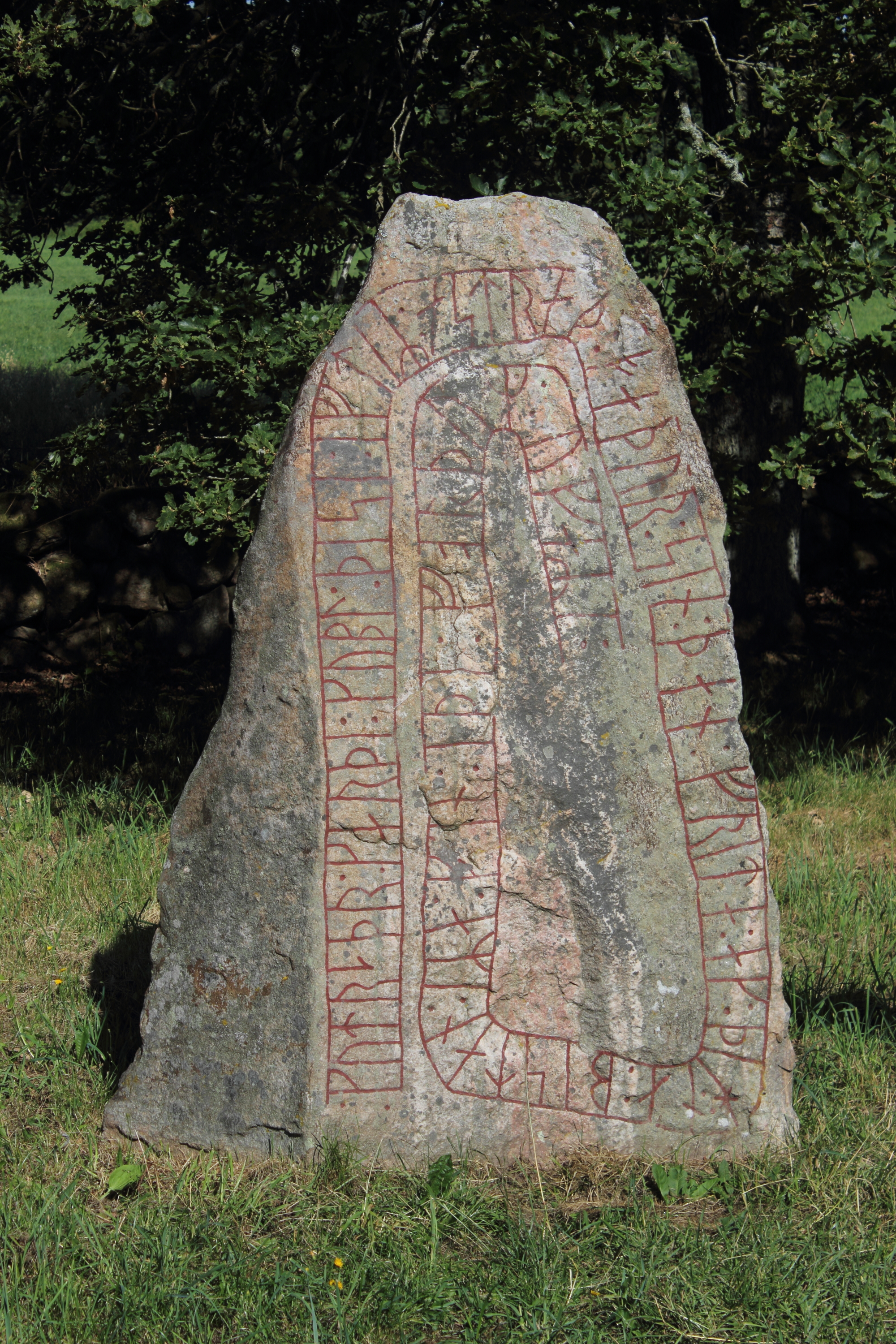
Рунічний камінь
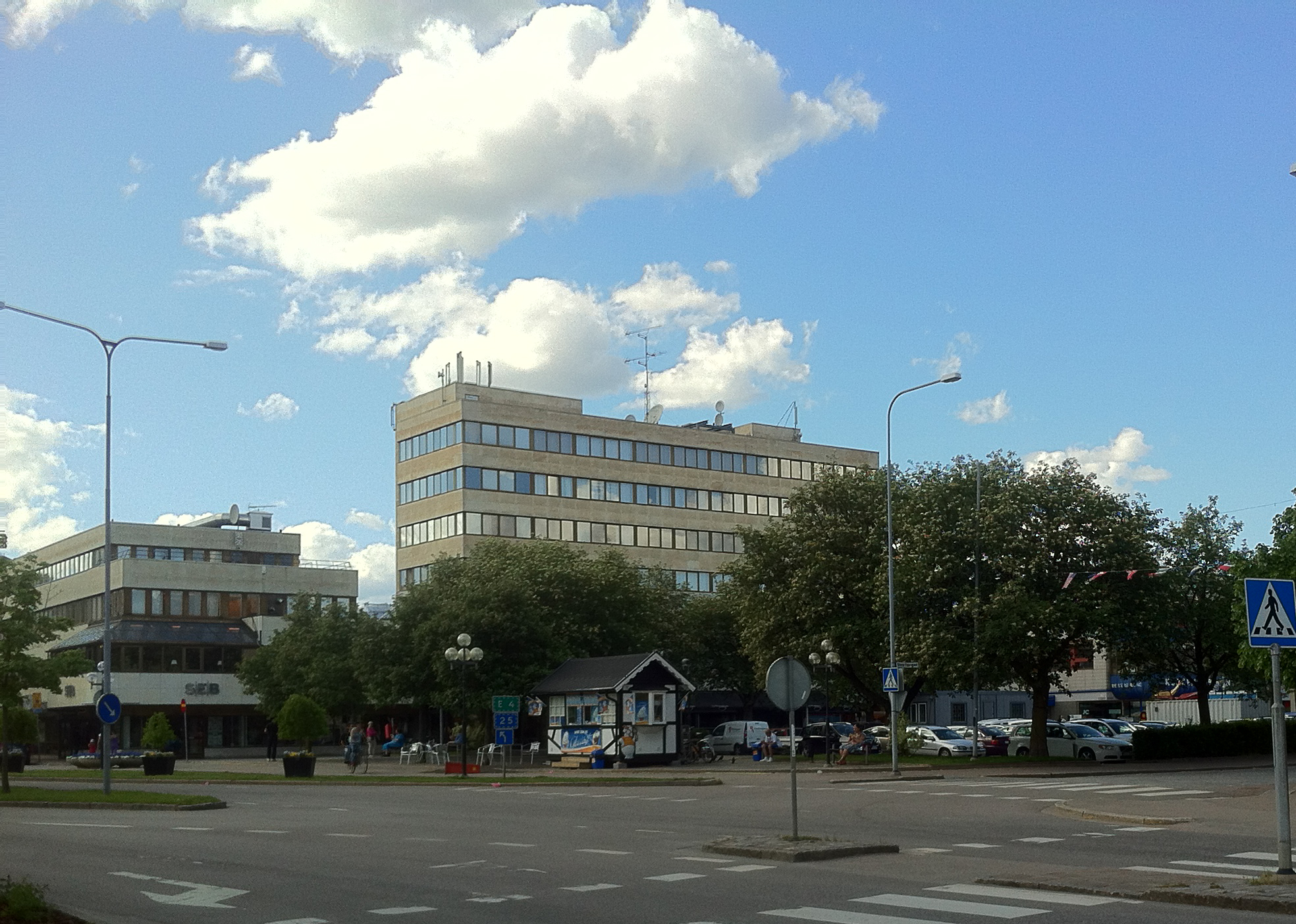
Готель

## Покликання
- Сайт комуни Юнгбю [Архівовано 17 квітня 2021 у Wayback Machine.]